# United States Basketball League 1992
La stagione USBL 1992 fu la settima  della United States Basketball League. Parteciparono 9 squadre divise in due gironi.
Rispetto alla stagione precedente, la lega perse gli Empire State Stallions, che fallirono. I New Jersey Jammers e i Palm Beach Stingrays ripresero le operazioni, mentre i Suncoast Sunblasters si trasferirono, rinominandosi Tampa Bay Sunblasters.

## Squadre partecipanti
- Atlanta Eagles
- Jacksonv. Hooters
- Long Island Surf
- Miami Tropics
- N.H. Skyhawks
- N.J. Jammers
- P. Beach Stingrays
- Philadelphia Spirit
- T.B. Sunblasters

## Classifiche

### Northern Division
| Squadra             | V  | P  | %    | GB |
| ------------------- | -- | -- | ---- | -- |
| Philadelphia Spirit | 21 | 5  | 80,8 | -  |
| Long Island Surf    | 13 | 13 | 50,0 | 8  |
| New Jersey Jammers  | 11 | 15 | 42,3 | 10 |
| New Haven Skyhawks  | 10 | 16 | 38,5 | 11 |

### Southern Division
| Squadra               | V  | P  | %    | GB |
| --------------------- | -- | -- | ---- | -- |
| Miami Tropics C       | 22 | 4  | 84,6 | -  |
| Atlanta Eagles        | 16 | 10 | 61,5 | 6  |
| Palm Beach Stingrays  | 13 | 13 | 50,0 | 9  |
| Jacksonville Hooters  | 7  | 19 | 26,9 | 15 |
| Tampa Bay Sunblasters | 4  | 22 | 15,4 | 18 |

## Play-off

### Play-ins
|  | Atlanta Eagles | 118 – 112 | Palm Beach Stingrays |  |

|  | Long Island Surf | 118 – 99 | New Jersey Jammers |  |

### Finali di Division
| University Park 9 luglio 1992          | Miami Tropics | 118 – 103 | Atlanta Eagles | Florida International University |
| \| \| \| \| \| Dumas 38 \| Punti \| \| |               |           |                |                                  |
|                                        |               |           |                |                                  |
| Dumas 38                               | Punti         |           |                |                                  |

| 9 luglio 1992 | Philadelphia Spirit | 117 – 115 | Long Island Surf |  |

### Finale
| University Park 11 luglio 1992              | Miami Tropics | 116 – 114 | Philadelphia Spirit | Florida International University (1.817 spett.) |
| \| \| \| \| \| Washington 32 \| Punti \| \| |               |           |                     |                                                 |
|                                             |               |           |                     |                                                 |
| Washington 32                               | Punti         |           |                     |                                                 |

### Tabellone
|  | Play-ins | Play-ins    | Play-ins     |              |       | Finali di Division | Finali di Division | Finali di Division |  |  | Finale | Finale | Finale |  |
|  |          |             |              |              |       |                    |                    |                    |  |  |        |        |        |  |
|  |          |             |              |              |       | 1s                 | Miami              | 1                  |  |  |        |        |        |  |
|  |          |             |              |              |       | 1s                 | Miami              | 1                  |  |  |        |        |        |  |
|  |          |             | 2s           | Atlanta      | 0     |                    |                    |                    |  |  |        |        |        |  |
|  | 2s       | Atlanta     | 2s           | Atlanta      | 0     | 1                  |                    |                    |  |  |        |        |        |  |
|  | 2s       | Atlanta     |              |              |       |                    |                    |                    |  |  |        |        |        |  |
|  | 3s       | Palm Beach  | 0            |              |       |                    |                    |                    |  |  |        |        |        |  |
|  | 3s       | Palm Beach  | 0            |              | Miami | Miami              | 1                  |                    |  |  |        |        |        |  |
|  |          |             |              |              |       |                    |                    |                    |  |  |        |        |        |  |
|  |          |             | Philadelphia | Philadelphia | 0     |                    |                    |                    |  |  |        |        |        |  |
|  | 3n       | New Jersey  | Philadelphia | Philadelphia | 0     | 0                  |                    |                    |  |  |        |        |        |  |
|  | 3n       | New Jersey  |              |              |       |                    |                    |                    |  |  |        |        |        |  |
|  | 2n       | Long Island | 1            |              |       |                    |                    |                    |  |  |        |        |        |  |
|  | 2n       | Long Island | 1            |              | 2n    | Long Island        | 0                  |                    |  |  |        |        |        |  |
|  |          |             |              |              | 2n    | Long Island        | 0                  |                    |  |  |        |        |        |  |
|  |          |             | 1n           | Philadelphia | 1     |                    |                    |                    |  |  |        |        |        |  |

## Vincitore
| Campione USBL 1992        |
| ------------------------- |
| Miami Tropics (2º titolo) |

## Statistiche
| Categoria             | Giocatore         | Squadra             | Stat |
| --------------------- | ----------------- | ------------------- | ---- |
| Punti per gara        | Roy Tarpley       | Miami Tropics       | 32,2 |
| Rimbalzi per gara     | Roy Tarpley       | Miami Tropics       | 17,0 |
| Assist per gara       | Tony Smith        | New Jersey Jammers  | 9,2  |
| Palle rubate per gara | Darrell Armstrong | Atlanta Eagles      | 3,4  |
| Stoppate per gara     | David Van Dyke    | New Jersey Jammers  | 4,9  |
| FG%                   | Richard Dumas     | Miami Tropics       | 61,1 |
| FT%                   | Tim Legler        | Philadelphia Spirit | 91,4 |

## Premi USBL
- USBL Player of the Year: Roy Tarpley, Miami Tropics
- USBL Coach of the Year: Al Outlaw, Atlanta Eagles
- USBL Rookie of the Year: Fred Lewis, Jacksonville Hooters
- USBL Man of the Year: John Lucas, Miami Tropics
- USBL Postseason MVP: Duane Washington, Miami Tropics
- All-USBL First Team
  - Roy Tarpley, Miami Tropics
  - Reggie Cross, Palm Beach Stingrays
  - Richard Dumas, Miami Tropics
  - Jay Edwards, New Haven Skyhawks
  - Duane Washington, Miami Tropics
- All-USBL Second Team
  - Derrall Dumas, Jacksonville Hooters
  - Kenny Miller, New Jersey Jammers
  - Anthony Pullard, New Haven Skyhawks
  - Michael Anderson, Philadelphia Spirit
  - Darrell Armstrong, Atlanta Eagles
  - Lloyd Daniels, Long Island Surf
- USBL All-Defensive Team
  - Lorenzo Williams, Palm Beach Stingrays
  - Richard Dumas, Miami Tropics
  - Dallas Comegys, Philadelphia Spirit
  - Michael Anderson, Philadelphia Spirit
  - Darrell Armstrong, Atlanta Eagles
- USBL All-Rookie Team
  - Matt Fish, Philadelphia Spirit
  - Fred Herzog, Long Island Surf
  - Fred Lewis, Jacksonville Hooters
  - Mark Brisker, New Haven Skyhawks
  - Tony Smith, New Jersey Jammers